# Buergenerula
Buergenerula — рід грибів родини Magnaporthaceae. Назва вперше опублікована 1936 року.

## Класифікація
До роду Buergenerula відносять 6 видів:
- Buergenerula biseptata
- Buergenerula caricis
- Buergenerula spartinae
- Buergenerula thalictri
- Buergenerula typhae
- Buergenerula zelandica